# 史榮
史荣（1674年—1752年），又名阙文，字汉桓，一字雪汀。爲鄞县人。史荣於康熙十四年出生。早年為一名诸生。在乾隆十八年逝世。有《審定風雅遺音》二卷。育有一子名叫史蘭。